# Дзеви, Бруно
Бру́но Дзе́ви (итал. Bruno Zevi; 22 января 1918, Рим, Италия — 9 января 2000, Рим, Италия) — итальянский архитектор, историк и теоретик архитектуры, художественный критик, публицист и политический деятель.

## Ранние годы
Бруно Дзеви родился в Риме, в еврейской семьи. Он был третьим ребёнком в семье Гвидо Дзеви (1883—1975) и Ады Бонди (1891—1946), дочери богатого коммерсанта. Его отец — инженер-строитель, занимал важные должности в городской администрации, был вице-президентом Союза итальянских еврейских общин (1933—1940), сотрудничал с Армандо Бразини в строительстве здания Национальной страховой компании (1926—1933), в 1930 году участвовал в разработке генерального плана развития города Рима.

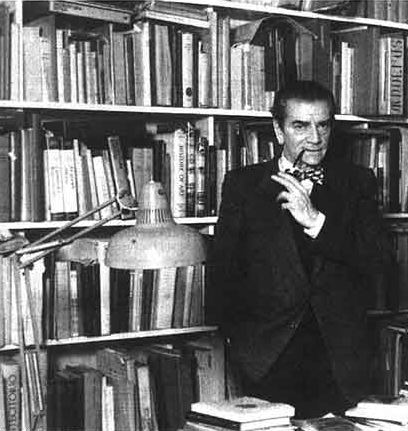
Бруно Дзеви в своём кабинете в 1960 году

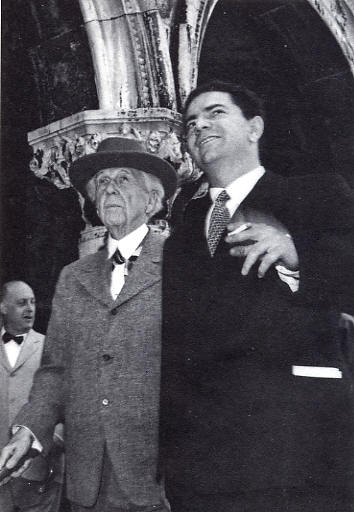
Ф. Л. Райт и Б. Дзеви в Венеции. 1951

Бруно Дзеви учился в классическом Лицее Тассо (Liceo Tasso), где его одноклассниками были Паоло Алатри и Марио Аликата. В 1934 году участвовал во встречах Молодёжного клуба новой культуры (итал. Circolo giovanile di cultura moderna), основанного Марио Аликатой. В тот период он проявил склонность к искусству и архитектуре, опубликовав серию статей в студенческом альманахе «Журнал молодёжи» (Rivista della Giovinezza), которым руководил Витторио Муссолини.
По окончании школы в 1936 году Бруно Дзеви поступил на архитектурный факультет Римского университета.
В следующем году вместе с Аликатой и Паоло Алатри посетил Литториали («Ликторские чтения») в Неаполе и присоединился к фашистским университетским группам (итал. Gruppi Universitari Fascisti; GUF).
В 1938 году Дзеви участвовал в Межрегиональных конкурсах культуры и искусства (Agonali interprovinciali della cultura e dell’arte) и выиграл «Прелитториали» (Prelittoriali) Рима в категории «Литературная и художественная критика». В том же году он был награждён бронзовой медалью Фонда Марио Паланти имени Бенито Муссолини, как лучший студент архитектурного факультета.
Антиеврейское законодательство 1938 года застало врасплох тех, кто, как и семья Дзеви, не выражал публичного несогласия с фашистским режимом. Молодой Бруно решил покинуть Италию: в марте 1939 года он уехал в Швейцарию, а оттуда переехал в Англию, в Лондон.
В январе 1940 года он был в Париже. Мировая война заставила Дзеви переехать в США. После короткой остановки в Риме 21 февраля он отправился из Неаполя морем в Америку. В октябре того же года был зачислен в ряды армии США. Когда его родители и сёстры покинули Рим и переехали в еврейскую Палестину, Бруно Дзеви 26 декабря 1940 года в Нью-Йорке женился на Туллии Калаби (1919—2011), сестре математика Эудженио Калаби. Туллия способствовала скорейшей интеграции Дзеви в американское профессиональное сообщество. Её отец, Джузеппе Калаби, был известным юристом и защитником прав итальянских эмигрантов в Нью-Йорке.
В Нью-Йорке Дзеви часто бывал у Лионелло Вентури; поступил в Школу архитектуры Колумбийского университета, а в июле — на летние курсы факультета архитектуры Высшей школы дизайна Гарвардского университета (Harvard Graduate School of Design; GSD). Дзеви окончил университет, где учился под руководством Вальтера Гропиуса. Находясь в США, познакомился с работами Фрэнка Ллойда Райта, увлёкся идеями «органической архитектуры» и стал активным её пропагандистом.

## Политическая биография Бруно Дзеви
В Бостоне Бруно Дзеви и его жена начали активную политическую деятельность на фронте борьбы с нацистской идеологией. С января 1941 года Дзеви сотрудничал во Всемирном радиоуниверситете слушателей (WRUL) в серии политических программ, предназначенных для жителей Европы. В том же году, вместе с другими студентами «GSD» (Harvard Graduate School of Design), он опубликовал брошюру «Мнение об архитектуре» (An opinion on architecture) в поддержку Вальтера Гропиуса, директора GSD, против консерваторов университета; в небольшой брошюре Дзеви и его коллеги заявили: «Современная архитектура борется с фашизмом». С сентября 1941 года по апрель следующего года Дзеви работал в инженерной корпорации Stone & Webster в Бостоне, где также сотрудничал бывший сокурсник по Гарварду и в будущем знаменитый архитектор Ио Мин Пей.
В феврале 1942 года Бруно Дзеви получил степень бакалавра архитектуры, защитив в Гарварде диссертацию под руководством Гропиуса. С апреля 1942 года Дзеви принимал участие в деятельности Общества Мадзини — главной антифашистской организации в Северной Америке. Общество было создано в традициях Рисорджименто итальянскими эмигрантами в конце 1930-х годов и названо в честь Джузеппе Мадзини, ведущего деятеля объединения Италии в середине XIX века, работавшего в изгнании.
Бруно Дзеви вместе с Альдо Гароши основал и руководил сначала в Бостоне, а затем в Нью-Йорке, журналом «Итальянские тетради» (Quaderni italiani; в 1942—1944 годах вышло четыре номера).
Летом 1942 года Дзеви переехал в Нью-Йорк и в конце того же года продолжил свою антифашистскую деятельность в Национальной радиовещательной компанией (NBC): с ноября того же года по июнь 1943 года он сделал тридцать пять радиопередач. 21 июня 1943 года Дзеви составил завещание и 30 марта на военном корабле «Королева Мэри» отправился в Лондон чтобы поддержать военные усилия союзников в Европе против фашизма. Дзеви работал на подпольном радио «Справедливость и свобода», закрытом британским правительством из-за откровенно антимонархической позиции его сотрудников.
После почти четырёх с половиной лет изгнания Бруно Дзеви 30 июля 1944 года наконец вернулся в Рим, свой родной город, и поселился в доме отца на Виа Номентана. По возвращении Дзеви был в числе организаторов журнала (сборника международной прессы) «Месяц» (Il Mese). Он также сотрудничал с журналом «Победа» и с еженедельником «Новый мир» (Nuovo Mondo). Эти инициативы вовлекли Дзеви в так называемую «культурную холодную войну», которая характеризовала столкновение США и СССР в стремлении завоевать авторитет у представителей европейской интеллектуальной элиты, за несколько лет до начала самой холодной войны.
В марте 1945 года в Риме была основана Школа органической архитектуры (Scuola di architettura organica), которая в июле объединилась с Ассоциацией органической архитектуры (Associazione per l’architettura organica; APAO). Школа родилась в качестве реальной альтернативы факультету архитектуры Римского университета. В следующем году Дзеви, поддерживая контакты с англо-американским академическим сообществом, основал журнал «Metron». В период с ноября 1945 года по март 1946 года Дзеви ненадолго вернулся в Америку. В Нью-Йорке он встречался с историками, критиками, архитекторами и впервые с Ф. Л. Райтом. Его фигура становилась всё более заметной и узнаваемой в роли лидера интеллектуального союза Италии и США. В августе 1947 года Дзеви стал одним из основателей Комитета по культурному обмену между Италией и США, продвигаемого Национальным институтом культурных отношений с зарубежными странами. Дзеви проводил семинары по истории архитектуры в римском отделении Американской академии, которой он руководил позднее, в 1955—1959 годах.
В 1951 году Бруно Дзеви стал генеральным секретарем Национального института городского планирования (INU) и занимал эту должность до 1969 года. С 1954 года он вёл «архитектурную колонку» еженедельника «Хроники» (Cronache), сотрудничал в журнале «Архитектура, хроника и история» (1955—2000). Название журнала перекликалось с названием сборника, которым руководил Марчелло Пьячентини, фигура которого олицетворяла коллаборационизм с фашистской диктатурой — «фигуру, которую нужно стереть из памяти итальянцев».
В 1955 году Бруно Дзеви основал ежемесячный журнал «Архитектура» (L’architecturе), а затем, с Линой Бо Барди, еженедельник La Cultura della Vita. В 1963 году, через три года после смерти Пьячентини, Дзеви, наконец, поручили возглавить кафедру истории архитектуры Римского университета. Но Дзеви не оставил активную политическую деятельность. В 1946 году он баллотировался вместе с Марио Ридольфи и Уго Валлекки на римских муниципальных выборах по списку «Азиатско-Тихоокеанской академии офтальмологии» (APAO). В 1953 году он участвовал в избирательной кампании Народного единства, участвуя в серии митингов в Риме, Болонье, Тренто и Венеции. С 1966 по 1976 год занимал должность президента Совета еврейской общины Рима. В 1966 году он участвовал в слиянии Итальянской социалистической партии (PSI) и Итальянской социал-демократической партии в Объединённую социалистическую партию. В 1987 году был избран членом парламента от Радикальной партии, президентом которой в следующем году стал, а впоследствии и почётным президентом партии (1988—1999). В 1998 году Бруно Дзеви основал Партию либерального социалистического действия.
Он был одним из основателей Национального института архитектуры, членом Академии Святого Луки. В 1979 году он был избран почетным президентом Международного комитета архитектурных критиков (CICA). После протестных демонстраций 1968 года он заявил о своем разочаровании в отсутствии социальных реформ и продолжении культурной деградации в университете; в 1979 году он оставил академические должности.
Бруно Дзеви внезапно скончался в возрасте девяносто одного года 9 января 2000 года в своем доме на Виа Номентана (Via Nomentana) в Риме. 28 сентября 2002 года на улице Виа Номентана 150 открылся фонд «Бруно Зеви».

## Вклад в историю и теорию архитектуры
В 1943—1944 годах, Дзеви трудился над текстом двухтомного исследования о современной архитектуре. Он подписал контракт с лондонским издательским домом «Faber & Faber» на публикацию английского перевода книги «К органической архитектуре» (Verso un’architettura organica, 1945; английский перевод вышел в 1950 году). В этом издании фигура Фрэнка Ллойда Райта стала символом органической архитектуры, которая «в послевоенном итальянском сценарии превратилась в метафору возрожденной демократии».
В 1948 году Бруно Дзеви стал преподавать историю архитектуры в Архитектурном университете Венеции (IUAV). В том же году он опубликовал свою самую знаменитую книгу: «Знать, как видеть архитектуру» (Saper vedere l’architettura). Она представляет собой историко-критическое эссе о пространственной интерпретации искусства архитектуры. В 1950 году была опубликована «История современной архитектуры» (Storia dell’architettura moderna).
«Современный язык архитектуры» (The Modern Language of Architecture) — одна из самых значительных публикаций Дзеви. В этой книге Дзеви изложил семь принципов или «антиправил» языка архитектуры, созданного Ле Корбюзье, Гропиусом, Мисом ван дер Роэ и Райтом. Вместо классического языка школы изящного искусства с акцентом на абстрактных принципах порядка, идеальных пропорций и симметрии, Бруно Дзеви представил альтернативную систему, характеризующуюся свободной интерпретацией содержания и формы, подчёркивания диссонансных отношений, динамики и независимого взаимодействия элементов. Причём основным критерием оценки архитектуры является «критерий пространства» (Saper vedere l’architettura). Прерогативой современной архитектуры, по убеждению Дзеви, является органичное сочетание инженерии и эстетики, концепция функциональных жилых пространств с естественным включением зданий в природную среду. Предвидя нововведения постмодернистской архитектуры, Дзеви решительно выступал за сложность и против единства и однообразия, за «декомпозиционный диалог между архитектурой и историографией», поиск элементов современного языка на протяжении всей истории архитектуры и постоянные инновации.
Бруно Дзеви участвовал в Международном архитектурном симпозиуме «Человек и пространство» (Mensch und Raum) Венского технологического университета (Technische Universität, Wien) в 1984 году, на котором также присутствовали Юстус Дахинден, Эрнст Гизель, Хорхе Глусберг, Отто Капфингер, Отто Фрей, Ионель Шейн, Деннис Шарп, Паоло Солери и Пьер Ваго.
Бескомпромиссная критика Дзеви любой ретроспективной тенденции современной архитектуры к классицизму была такова, что он критиковал даже тех архитекторов, которыми в остальном восхищался: «Когда Гропиус, Мис и Аалто построили [симметричные здания], это был акт капитуляции. Отсутствие современного кода ослабило их и регрессировало в привычное лоно классицизма».
В 1973 году Бруно Дзеви изложил свои идеи в форме набора инвариантов — своего рода антиклассической книги кодов, в которой попытался определить язык новой архитектуры как язык деконструкции, асимметрии и диссонанса, который он пропагандировал через свой журнал «Архитектура, хроники и история» (L’architettura, cronache e storia). Эта своеобразная концепция архитектуры модернизма характеризует Бруно Дзеви как теоретика всех инновационных течений модернизма от Алвара Аалто в 1930-х годах до Даниэля Либескинда в 1990-х".

## Архитектурные проекты Бруно Дзеви
- 1940—1941 Brown & Nichols School, Cambridge, Inghilterra
- 1948 Villa Aurelia, Roma
- 1947—1949 Palazzina in via Monti Parioli 15, Roma
- 1949—1951 Palazzina in via Pisanelli 1, Roma
- [1950]-1956 Piano regolatore generale, Comune di Perugia
- 1954 Progetto per la nuova stazione di Napoli centrale
- 1958 Ina-casa. Stazione appaltante Iacp di Salerno, quartiere Pastena
- [1959] Ricostruzione Ponte Garibaldi a Roma
- 1963 Biblioteca civica «Luigi Einaudi», Dogliani (CN), Bruno Zevi e Studio A/Z
- 1965 Biblioteca civica «Nino Colombo», Beinasco (TO), Bruno Zevi
- 1967 Padiglione italiano per l’Esposizione Universale a Montréal (Canada)
- 1967—1970 Asse attrezzato, Roma, Bruno Zevi e Studio Asse
- 1978 Comune di Benevento. Piano particolareggiato di esecuzione (Ppe)
- 1984—1989 Comune di Firenze. Piano particolareggiato dell’area Fiat di Novoli
- 1986—1999 Regione Lazio. Piano territoriale paesistico n. 13
- s. d. Palazzo di Giustizia nell’abitato di Melfi (PZ)
- s. d. Monumento all’emigrato verso Israele

### Основные публикации
- К органической архитектуре (Verso un’architettura organica). 1945
- Архитекторы современного движения (Architetti del movimento modern). 1947
- Эрик Гуннар Асплунд (Erik Gunnar Asplund). 1948
- Знать, как видеть архитектуру (Saper vedere l’architettura). 1948
- История современной архитектуры (Storia dell’architettura moderna). 1950
- Архитектура и историография (Architettura e storiografia). 1950
- Поэтика архитектуры неопластицизма (Poetica dell’architettura neoplastica). 1953
- Рихард Нойтра (Richard Neutra). 1954
- Об архитектуре в двух словах (Architettura in nuce). 1960
- Бьяджо Россетти, феррарский архитектор (Biagio Rossetti architetto Ferrarese). 1960
- Микеланджело-архитектор (Michelangiolo architetto). 1964
- Эрих Мендельсон (Erich Mendelsohn). 1970
- Современный язык архитектуры (linguaggio moderno dell’architettura). 1973
- Иудаизм и архитектура (Ebraismo e architettura). 1993
- Дзеви о Дзеви: Архитектура как пророчество (Zevi su Zevi: architettura come profezia). 1993
- Языки архитектуры (Linguaggi dell’architettura). 1993
- История и контр-история архитектуры в Италии (Storia e controstoria dell’architettura in Italia). 1997